# Pa-čung
Pa-čung (čínsky pchin-jinem Bāzhōng, znaky 巴中) je městská prefektura v Čínské lidové republice, kde patří k provincii S’-čchuan. Celá prefektura má rozlohu 12 1361 kilometrů čtverečních a v roce 2020 v ní žilo 2,7 milionu obyvatel.

## Poloha
Pa-čung leží na jižním okraji pohoří Ta-pa-šan. Patří do provincie S’-čchuan a hraničí na severu s provincií Šen-si, na východě s Ta-čou, na jihu s Nan-čchungem a na západě s Kuang-jüanem.

## Dějiny
Pa-čung byl vyhlášen prefekturou až v roce 1993, ale město je daleko starší. V období dynastií Sia a Šang bylo vazalem státu Liang. Během Období Jara a Podzimu se nazývalo Pa-c’ (巴子, Bazi).

## Administrativní členění
Městská prefektura Pa-čung se člení na pět celků okresní úrovně, a sice dva městské obvody a tři okresy.
| Pa-čou En-jang okres · Tchung-ťiang okres · Nan-ťiang okres · Pching-čchang |        |                       |                    |                                  |
| Název                                                                       | Název  | Počet obyvatel (2020) | Rozloha km² (2020) | Hustota zalidnění (obyv. na km²) |
| český přepis                                                                | znaky  | Počet obyvatel (2020) | Rozloha km² (2020) | Hustota zalidnění (obyv. na km²) |
| Městské obvody                                                              |        |                       |                    |                                  |
| Pa-čou                                                                      | 巴州区 | 719 038               | 1 418              | 507                              |
| En-jang                                                                     | 恩阳区 | 345 728               | 1 149              | 301                              |
| Okresy                                                                      |        |                       |                    |                                  |
| Tchung-ťiang                                                                | 通江县 | 521 875               | 4 104              | 127                              |
| Nan-ťiang                                                                   | 南江县 | 467 609               | 3 271              | 143                              |
| Pching-čchang                                                               | 平昌县 | 658 644               | 2 193              | 300                              |
|                                                                             |        |                       |                    |                                  |
| Celkem                                                                      | Celkem | 2 712 894             | 12 136             | 224                              |